# オランダ東インド会社の交易所と居留地の一覧
以下は、 オランダ東インド会社が保持した交易拠点の一覧であり、順に西から東へと記載されている。   

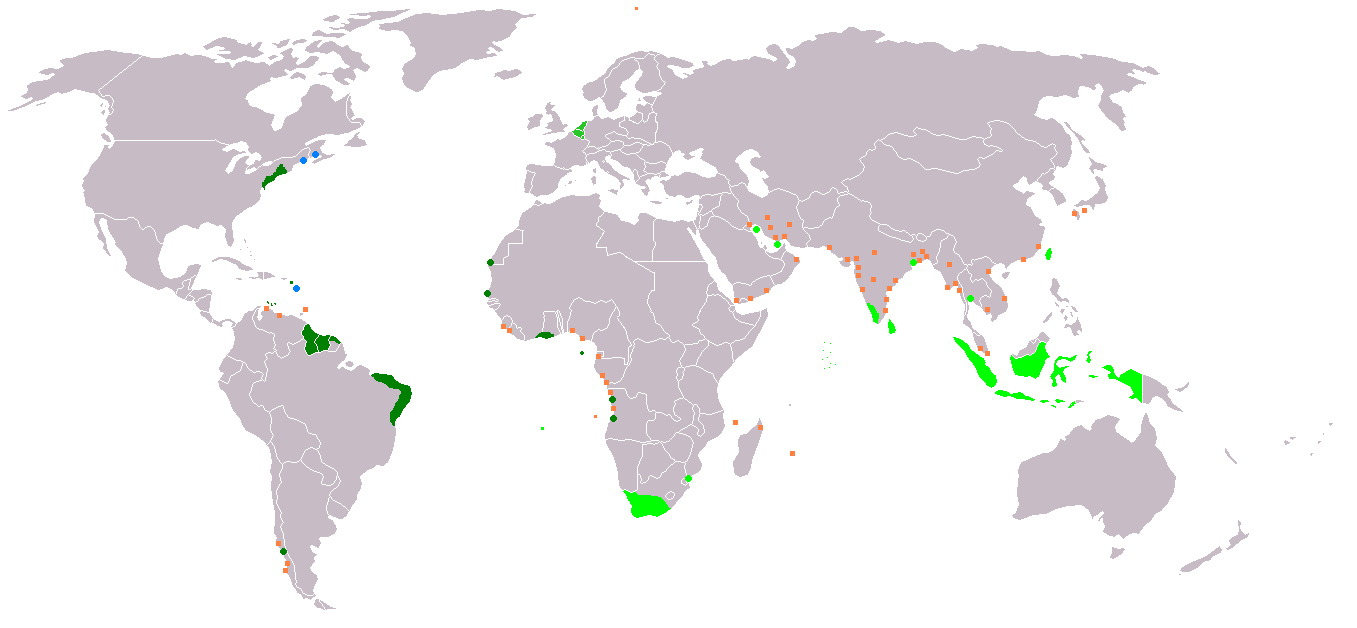
オランダ植民地（緑）と交易所（橙）の不完全地図

## アフリカ

### セントヘレナ
- セントヘレナ

### 南アフリカ
- 喜望峰 （ ケープ植民地 ）：1652年～1806年[1]

### モザンビーク
1721年1月〜1730年12月23日。 
- マプト湾 ( デラゴア湾 )：Lijdzaamheid砦（オランダ語版）（1721年1月- 1730年12月23日）[2]

### マダガスカル
- アントンギル湾 ：1641年か1642年 商館設立（-1646年か1647年まで）

### モーリシャス
モーリシャス （1638年-1658年 / 1664年-1710年）

## 中東

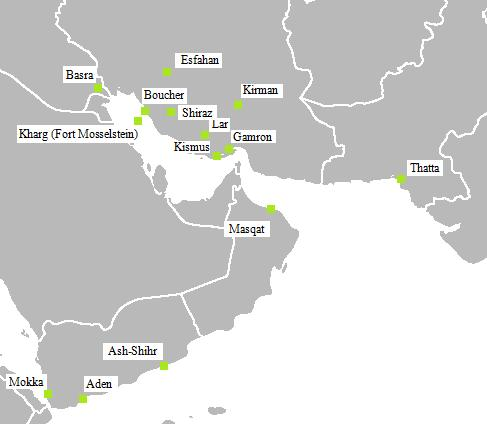
中東のVOCの交易所

### イエメン
- モカ （モッカ）（1620年-1600年代 .. / 1697年-1757年）
- アデン （1614年-1620年）

### オマーン
- マスカット (1672-1675)

### イラク
- バスラ (1645-1646, 1651, 1723-1752)

### ペルシア（イラン）
- エスファハーン （イスファハン）（1623年-1747年）
- バンダレ・アッバース （バンダルアッバス）（1623年-1766年）
- ハールク島 ( カーグ島 ) 。 フォート・モセルシュタイン（1750-1766）
- バンダレ・コン（英語版） （1665-1753）
- ブーシェフル (1737-1753)
- ゲシュム島 (1684- ??)
- シーラーズ

### パキスタン
- タッター （シンド州）

## 南アジア

### バングラデシュ
- ダッカ
- ラジシャヒの居留地（オランダ領ラジャヒ（英語版） ）

### インド

#### コンカン海岸（インド西岸北部）
- スーラト （1616-1795）
- アーグラ （1621-1720）
- ブルハーンプル
- カーンプル （1650-1685）
- アフマダーバード （1617-1744）
- バルーチ
- ベングーラ（英語版） （1637-1685）
- クンダプラ（英語版） （1667年〜1682年頃）

#### マラバール海岸（インド西岸南部）[4]
- ヴィエラマラヒルズ （Cheruvathur （1701年頃-？ ）
- カンヌール（1663-1790）（ポルトガルから獲得）
- ポナーニ （Ponnani、1663年頃）
- クランガノールCranganor（ Kodungallor ）（1662）（ポルトガルから獲得）
- コーチン・デ・シーマ（ Pallippuram, Ernakulam ）（1661）（ポルトガルから獲得）
- コーチ 、 （Cochin de Baixo、またはサンタクルス）（1663）（ポルトガルから獲得）
- プラッカド（英語版） （約1680〜1750年）
- カヤムクラム（英語版） （1645年頃）
- コッラム （Coylan）（1661）（ポルトガルから獲得）

#### コロマンデル海岸（インドの東海岸）[5]
- ゴールコンダ （1662-ca 1733）
- ビミリパトナム（1687-1795 / 1818-1825）から英領;現在のBheemunipatnam
- ジャガーナイクペラム（1734-1795 / 1818-1825）から英領;現在のKakinada
- Daatzeram（1633-1730）;現在のDrakshawarama
- ナーゲルヴァンツェ（1669-1687）; Nagulavancha
- パリコル（1613-1781 / 1785-1795 / 1818-1825）後に英領;現在のパラコール（英語版）。
- マチリーパトナム （1605-1756）
- ペタポエリ（1606-1668）;現在はニザームパトナム
- Paliacatta（1610-1781 / 1785-1795 / 1805-1825）から英領;現在はプリカット
- サドラス（英語版） （1654-1757 / 1785-1795）、1818年イギリスに征服される
- Tierepopelier（1608-1625）;現在のThiruppapuliyurまたはTirupapuliyur
- テゲナパトナム、クダルール（1608-1758）;現在のカダロール
- ポルトノボ（1608-1825（6月1日））から英領;現在のParangipettai
- ネガパトナム （1658-1781）から英領へ。
- ツチコリンまたはツツコリム（1658）;現在のトゥーットゥックディ
- トラヴァンコール

以下の二つの拠点はセイロンの管轄下にあったが、地理的にはインド本土に属する
- Caab Commorijn ;現在のカンニヤークマリ
- Cotatte ;現在のナーガルコーイル

### スリランカ[6]

#### コロンボ地方
- コロンボ (1656-1796); フォート (コロンボ)
- トゥーットゥックディ - 地理的にはインド本土だが貿易ルートの関係上、コロンボの管轄とされた
- カルペンティイン (現在のen:Kalpitiya), en:Fort Calpentijn
- ニゴンボ, nl:Fort Negombo

#### ジャフナ地方
- ジャフナ (patnam),  1658年から。 ジャフナ要塞 と nl:Fort Hammenhiel.
- マナール (現在のマンナール, 1658年から。  nl:Fort Manaar.
- トリンコマリー, 1639年から; 近隣にnl:Fort Frederickとnl:Fort Oostenburghを含む六つの要塞。
- バッティカロア

#### ゴール地方
- ゴール; 1640-1656までの行政センター。ゴール要塞
- マータラ; nl:Sterfort van Matara

## 東アジア

### ビルマ
- シリアム(SyriamもしくはRiriangh)（1634-1679）;現在のシリアム
- アヴァ（Inwa） （1634-1679）
- バゴー （1634-？ ）1677年時点では保持されていた
- ピイ （1634-1655）

### アラカン
ミャウウー （1610-1665） 

### マルタバン
マルタバン（1660-？ ）数年しか維持されなかった。現在のモッタマ

### タイ（シャム）
- アユタヤ 、本部1613-1767。
- パタニ（ Pattani ）、商館1602-1623。
- サンゴラ（ ソンクラー ）、商館1607-1623。
- リゴーLigoor、現在はNakhon Si Thammarat ）、商館　-1756年。

### マレーシア
- マラッカ （1641-1824）

### オランダ領東インド（インドネシア）
- バタビア
- バンジャルマシン

### ベトナム（トンキン）
- ハノイ （交易所; 1636-1699 ）
- ホイアン （交易所; 1636-1641）

### 台湾
- 安平 （ ゼーランディア城 ）
- 台南 （ プロビンシア城 ）
- 望安郷 、 澎湖諸島 （Fort Vlissingen; 1620-1624）
- 基隆 （ フォートホーランド 、ビクトリア要塞）
- 淡水 （ 紅毛城 ）

### 中国[7]
- アモイ　現在は廈門市
- カントン (1749-1803)　現在は広州市
- 福州 (1662)　現在は福州市

### 日本[8]
- 平戸 （1609-1641）
- 出島 （1641-1853）